# Quint Caci
Quint Caci (llatí: Quintus Catius) va ser un magistrat romà del segle iii aC.
Era edil plebeu l'any 210 aC amb Luci Porci Licí. Va celebrar uns jocs esplèndids i va erigir algunes estàtues amb els diners recollits amb multes, vora el temple de Ceres. Va servir com a llegat a l'exèrcit del cònsol Gai Claudi Neró en la seva campanya contra Àsdrubal Barca l'any 207 aC i el 205 aC va formar part d'una delegació enviada a Delfos per presentar algunes ofrenes amb el botí capturat a Àsdrubal.